# Parsifal Ștefănescu
Parsifal Ștefănescu (n. secolul al XX-lea – d. 28 iunie 1944, Ploiești, România) a fost un pilot român de aviație, as al Aviației Române din cel de-al Doilea Război Mondial.
Locotenentul av. Parsifal Ștefănescu a fost decorat cu Ordinul Virtutea Aeronautică de război cu spade, clasa Crucea de Aur cu 2 barete (4 noiembrie 1941) „pentru eroismul dovedit în luptele aeriene dela Gniijacovo și Iosefstal, când a doborât patru avioane inamice, precum și pentru curajul arătat în cele 58 misiuni pe front”.

## Decorații
- Ordinul „Virtutea Aeronautică” de Război cu spade, clasa Crucea de Aur cu 2 barete (4 noiembrie 1941)[2]